# 朱聲漪
朱聲漪（1926年8月26日—2020年9月28日），江蘇宜興人，中華民國空軍官校第27期畢業，台灣籃球運動員。他曾代表中華民國參加1956年夏季奧林匹克運動會等國際賽事，退役後執教多個籃球隊。

## 外部連結
- 朱聲漪在fiba.basketball（英语）
- 朱聲漪在archive.fiba.com（archived）（英语）
- 朱聲漪在Basketball-Reference.com（國際）（英语）
- 朱聲漪在Olympedia（英语）